# Полканов Олександр Олексійович
Олександр Олексійович Полканов (13 травня (25 травня) 1888, Кострома — 10 січня 1963, Ленінград) — російський радянський геолог-петрограф, академік АН СРСР (1943).

## Біографія
У 1911 році закінчив Петербурзький університет. Працював під керівництвом Є. С. Федорова (1912—1913).
У 1917—1921 роках обійняв посаду професора Пермського, а з 1930 року — Ленінградського університетів.
У 1917—1939 роках працював у Геологічному комітеті.
У 1939—1945 роках — директор Інституту земної кори при Ленінградському університеті.
Фундатор і директор Лабораторії геології докембрія АН СРСР.

## Науковий доробок
Основні праці в галузі петрології інтрузивних гірських порід і геохронології докембрійських порід Балтійського щита та України. Розробив структурну класифікацію плутонів.

## Нагороди
Ленінська премія (1962 у співавторстві з Е. К. Герлінгом розробив калій-аргоновий метод визначення абсолютного віку геологічних формацій).
Орден Леніна, інші ордени і медалі.